# Aziz Ajanuch
Aziz Ajanuch (Tafraut, Marruecos, 31 de diciembre de 1961) es un político, empresario y multimillonario marroquí, actualmente es el primer ministro de Marruecos desde el 10 de septiembre de 2021. Es el CEO del Groupo Akwa y también se desempeñó como ministro de Agricultura del país entre 2007 y 2021.

## Biografía
En 1986, Ajanuch se graduó en la Universidad de Sherbrooke con un título en administración.

### Trayectoria profesional
Es CEO del Groupo Akwa, un conglomerado marroquí particularmente activo en el sector del petróleo y el gas. Forbes estimó su patrimonio neto en 1 400 millones de dólares en noviembre de 2013. Ajanuch heredó Akwa de su padre. En 2020, Ajanuch ocupó el puesto 12 en la lista anual de Forbes de los multimillonarios más ricos de África.

### Trayectoria política
De 2003 a 2007, Ajanuch fue presidente del consejo regional de Sus-Masa-Draa. Fue miembro del partido Agrupación Nacional de los Independientes, antes de dejarlo el 2 de enero de 2012.
El 23 de agosto de 2013 fue nombrado por el Rey  Mohamed VI Ministro de Finanzas de forma interina después de que los ministros del Istiqlal renunciaran al gabinete de Abdelilah Benkirán, cargo que mantuvo hasta el 9 de octubre de 2013. El 29 de octubre de 2016, Ajanuch se reincorporó al RNI después de ser elegido presidente del partido. Asumió el cargo de Salaheddine Mezouar, quien había renunciado.
El 27 de julio de 2016 se reunió con Jonathan Pershing, enviado especial para el cambio climático de los Estados Unidos. En su reunión, Ajanuch y Pershing hablaron sobre los preparativos de la Conferencias de las Naciones Unidas sobre el cambio climático de 2016.
En marzo de 2020, a través de su empresa Afriquia, una subsidiaria del grupo Akwa, Ajanuch donó aproximadamente mil millones de dirhams ($ 103.5 millones) al Fondo de Gestión de la Pandemia de Coronavirus fundado por el Rey Mohamed VI.
En las elecciones parlamentarias de Marruecos de 2021 el partido que lidera fue el más votado obteniendo 102 de los 395 escaños. El 10 de septiembre de 2021, fue nombrado primer ministro por el Rey Mohamed VI, sucediendo a Saadeddine Othmani.

## Vida personal
Está casado con Salwa Idrissi, una mujer de negocios que es propietaria de una empresa activa en centros comerciales y posee las franquicias marroquíes para marcas como Gap, Zara y Galerías Lafayette.